# Włodzimierz Łopaczyński
Włodzimierz Łopaczyński Wlodek Lopaczynski (ur. 14 marca 1955 w Olsztynie) – polski lekarz mieszkający na stałe w Stanach Zjednoczonych, doktor nauk medycznych, endokrynolog, onkolog, naukowiec.

## Życiorys
Ukończył I Liceum Ogólnokształcące im. Adama Mickiewicza w Olsztynie w 1974 w klasie o profilu humanistycznym. Rok wcześniej został finalistą Ogólnopolskiej Olimpiady Biologicznej. W latach 1974–1980 studiował na Wydziale Lekarskim Akademii Medycznej, AMB (obecnie: Uniwersytet Medyczny) w Białymstoku. Podczas studiów był założycielem i prezesem Studenckiego Klubu Wysokogórskiego działającego pod egidą Oddziału Międzyuczelnianego Polskiego Towarzystwa Turystyczno-Krajoznawczego (PTTK) w Białymstoku.
Po uzyskaniu dyplomu lekarza podjął pracę w Zakładzie Chemii Ogólnej AMB, gdzie utworzył pracownię immunologii. Następnie pracował w Klinice Endokrynologii, Diabetologii i Chorób Wewnętrznych AMB. W 1983 zdał egzamin specjalizacyjny I stopnia z chorób wewnętrznych a w 1986 II stopnia. W 1985 obronił doktorat pracą pt. „Rybosomy nabłoniaka Guerin”.
W 1988 wyjechał do Stanów Zjednoczonych na stypendium fundacji J.E. Fogarty’ego do Narodowego Instytutu Raka, wchodzącego w skład Narodowych Instytutów Zdrowia w Bethesdzie w stanie Maryland. W Stanach Zjednoczonych osiadł na stałe i tam kontynuował swoją naukową aktywność.

## Działalność naukowa
Pracował w Narodowym Instytucie Raka na Oddziale Metabolizmu [Metabolism Branch, National Cancer Institute (NCI), National Institutes of Health (NIH), Bethesda, Maryland, USA] do 1996, jako tzw. odwiedzjący naukowiec (Visiting Scientist). Wkrótce został zatrudniony w charakterze naukowca na Uniwersytecie Pensylwanii w Filadelfii (UPenn) a później przeniósł się na Uniwersytet Północnej Karoliny w Chapel Hill (UNC Chapel Hill).
W 2005 powrócił do Narodowego Instytutu Raka, gdzie uzyskał stanowisko dyrektora ds. Ewaluacji Naukowych (Scietific Review Officer). W 2017 został zastępcą dyrektora Działu Działalności Zewnętrznej (Division of Extramural Activities, National Cancer Institute, National Institutes of Health), zajmującego się głównie oceną projektów naukowych z dziedziny onkologii, dotyczących badań podstawowych oraz szerokich badań klinicznych, napływających do NCI w postaci aplikacji o granty czyli finansowanie.
Główne kierunki działalności naukowej: onkologia molekularna, endokrynologia. Po obronie doktoratu z biochemii, przez prawie dwadzieścia lat uczestniczył w programie badawczym, którego głównym celem było zrozumienie molekularnego mechanizmu działania insulinopodobnych czynników wzrostowych IGF-1 i IGF-2. Badał szlak przekazywania sygnału po związaniu się ligandu (IGF-1) ze swoim receptorem w komórkach nowotworowych, co obejmuje kaskadę kinazy tyrozynowej aktywującą Ras, MAP (ERK) kinazy i wreszcie różne regulatory transkrypcji na poziomie jądra komórkowego.
Skupił się również na opracowaniu projektu badawczego powiązanego z próbami klinicznymi dotyczącymi zapobiegania rakowi piersi oraz gruczołu krokowego. Nadzorował badania nad genotoksycznością genisteiny u pacjentów w trakcie prób klinicznych tego potencjalnego leku. Był również inicjatorem i głównym wykonawcą badań nad standaryzacją testu ELISpot w celu wykorzystania go w badaniach klinicznych.
Jest autorem i współautorem kilkudziesięciu artykułów opublikowanych w recenzowanej prasie naukowej, oraz książek: „Growth hormone and somatomedins during lifespan”; „Stem Cells and Human Diseases”; „Lost in translation: Barriers to incentives for translational research in medical sciences”. Ta ostatnia książka zawiera kompleksowy przegląd metod translacyjnych obejmujący znaczące odkrycia i pionierski wkład w takich dziedzinach, jak immunologia nowotworów, endokrynologia i zaburzenia metaboliczne, terapia genowa, komórki macierzyste, biostatystyka oraz badania populacyjne.

## Członkostwo naukowe
Należał do American Endocrine Society, Polskiego Towarzystwa Biochemicznego, Polskiego Towarzystwa Endokrynologicznego.
Udzielał się jako recenzent oraz członek kilku kolegiów redakcyjnych czasopism naukowych. Uczestniczył w komitetach organizacyjnych konferencji Cancer Research and Targeted Therapy CRT-2016 w Baltimore oraz CRT-2017 w Miami. 

## Książki
1. Nissley S. P., Lopaczynski W.  „Insulin-like Growth Factor Receptors and Signaling Mechanisms.” In: Growth Hormone and Somatomedins During Life Span. E. E. Muller, D. Cocchi, and V. Locatelli (eds), Springer Verlag, Berlin, Heidelberg, New York, 1993, 72-87.
2. Maksymowicz, W., Wojtkiewicz, J., Kozlowska, H., Habich, A., Lopaczynski, W. “The Perspectives of Stem Cell-based Therapy in Neurological Diseases.” In: Stem Cells and Human Diseases. R. Srivastava and S. Shankar (editors), Springer, New York, 2012, 23-60.
3. Brian Wojcik, Yvonne Lau and Wlodek Lopaczynski, “Challenges in the Peer Review Process for Applications to Conduct Translational Research in Biomedical Sciences.” In: Lost in Translation: Barriers to Incentives for Translational Research in Biomedical Sciences. Lopaczynski, W., Srivastava R., and Maksymowicz W. (editors), World Scientific Publishing, New York, London, Singapore, 2014.

## Działalność społeczna
W latach 2007-2014 pełnił funkcję wiceprzewodniczącego Stowarzyszenia Sztuki Polsko-Amerykańskiej (Polish American Arts Association) i naczelnego redaktora biuletynu wydawanego przez tę organizację. Od 2017 jest członkiem rzeczywistym Cosmos Club w Waszyngtonie, skupiającego osoby wyróżniające się w nauce, literaturze, sztuce, wyuczonych zawodach lub służbie publicznej.
Był inicjatorem oraz organizatorem różnych akcji zbiórki środków finansowych w Stanach Zjednoczonych, m.in. w celu zakupu pierwszego w Polsce Cyber Knife, także w 2022 na zakup karetki dla Lwowa, która została wysłana do Ukrainy.
Jest współzałożycielem i prezesem Stowarzyszenia Absolwentów i Przyjaciół UMB/AMB w Ameryce Północnej powołanym w 2011. Współpracował z rektorem tej uczelni Jackiem Niklińskim. Brał udział w organizacji XI Kongresu Polonii Medycznej i IV Światowego Zjazdu Lekarzy Polskich „Wyzwania współczesnej medycyny” w Olsztynie w 2023, gdzie wystąpił jako wykładowca honorowy, inaugurujący Kongres prezentacją zatytułowaną "Muzyka i Medycyna".

## Życie prywatne
Ojciec Stanisław, matka Daniela z domu Czarnecka; żona Joanna Olesińska – lekarz, również absolwentka AMB; dzieci: Justyn, Martyna, Adrianna, a także wnuczka Kasia (Katherine). Pomiędzy 56. a 61. rokiem życia, czterokrotnie przebiegł maraton w Waszyngtonie (Marine Corps Marathon).

## Nagrody, odznaczenia i wyróżnienia
- Srebrna Odznaka Honorowa PTTK (1978)
- Grant podróżny Międzynarodowego Towarzystwa Endokrynologicznego w Londynie na pobyt w Kyoto, Japonia (1988)
- Medal „Hipokrates” 15-lecie Odrodzonego Samorządu Lekarskiego (2005)
- Krzyż Kawalerski Orderu Zasługi Rzeczypospolitej Polskiej „za wybitne osiągnięcia w dziedzinie badań nad zwalczaniem nowotworów, za zasługi w promowaniu nauki i kultury polskiej” (2010)[28]
- Status Honorowego Profesora Uniwersytetu Warmińsko-Mazurskiego w Olsztynie (2010)[29]
- Odznaczenie „Zasłużony Lekarz Warmii i Mazur” (2016)[30]
- Medal Za Zasługi Dla Uniwersytetu Medycznego w Białymstoku (2017)[31]